# ایگنسدورف
ایگنسدورف (به آلمانی: Igensdorf) یک شهر در آلمان است که در فورشایم واقع شده‌است. ایگنسدورف ۴٬۸۰۰ نفر جمعیت دارد.